# American International Group
American International Group, Inc., známá též jako AIG, je americký mezinárodní finanční ústav a pojišťovna, aktivní ve více než 80 zemích světa, zaměstnávající 49,600 lidí. Aktivity společnosti zahrnují tři základní obchodní oblasti: všeobecné pojišťovnictví, životní a penzijní pojišťovnictví a samostatnou odnož, založenou na využití moderních technologií. Všeobecné pojišťovnictví zahrnuje komerční a individuální pojištění a americké i mezinárodní prodejní a pobočkové sítě. Životní a penzijní pojišťovnictví zahrnuje skupinové penzijní pojištění, individuální penzijní pojištění, životní pojištění a institucionální trhy.
Korporátní sídlo AIG se nachází v New Yorku, ale pobočky existují v mnoha zemích. AIG počítá mezi své klienty 87 % společností ze seznamu Fortune Global 500 a 83 % společností ze seznamu Forbes Global 2000. Na seznamu Fortune 500 se AIG v roce 2018 nacházela na 60. místě. Podle Forbes Global 2000 z roku 2016 byla AIG 87. největší veřejně obchodovanou společností na světě. K 31. prosinci 2017 měla AIG vlastní kapitál ve výši 65,2 miliard dolarů.
Během světové finanční krize roku 2008 byla AIG zachráněna půjčkou 180 miliard dolarů od Federální rezervní banky, která tím také převzala řízení. Finanční krizová vyšetřovací komise odůvodnila krach AIG masovým prodejem nezajištěného pojištění. AIG splatila půjčku americké vládě v roce 2012 celkovou částkou 205 miliard dolarů.